# Horizon Zero Dawn
Horizon Zero Dawn ist ein vom niederländischen Entwicklerstudio Guerrilla Games entwickeltes Action-Rollenspiel.
Das Spiel wurde ursprünglich exklusiv für die PlayStation 4 entwickelt, ist aber am 7. August 2020 in einer PC-Umsetzung auch für Windows erschienen. Horizon Zero Dawn hat in den Jahren 2015 und 2016 den Preis für das beste eigenständige Spiel (Best Original Game) bei den Game Critics Awards sowie 2016 den Gamescom-Award in der Kategorie Best Preview erhalten. Herausgeber ist Sony Interactive Entertainment. Das Spiel erschien in den USA am 28. Februar 2017 und in Europa am 1. März 2017. Am 11. Juni 2020 wurde in einem Livestream zur Enthüllung der PlayStation 5 der Nachfolger Horizon Forbidden West angekündigt.
Am 31. Oktober 2024 ist eine von Nixxes entwickelte Remastered-Version erschienen, die zuvor bereits am 25. September 2024 angekündigt worden war. Damit soll nun auch der erste Teil der Horizon-Reihe technisch das Niveau des Nachfolgers Forbidden West erreichen. Horizon Zero Dawn Remastered erschien diesmal gleichzeitig für die PlayStation 5 und den PC und kostet Besitzer der Original-Version als Upgrade 10 €. Die Verkaufs- und Nutzungszahlen waren in der ersten Woche nach Verkaufsstart jedoch eher ernüchternd.

## Handlung
Die Geschichte spielt in einer postapokalyptischen Zukunft, etwa 1000 Jahre nach dem Zusammenbruch der menschlichen Zivilisation. Die Überlebenden einer zunächst nicht näher beschriebenen Katastrophe haben sich zu Stämmen auf unterschiedlichen, präindustriellen Entwicklungsstufen zusammengeschlossen und leben ähnlich den Völkern der Steinzeit und der Antike, umgeben von den Ruinen der so genannten „Alten“. Der eklatante Unterschied: Die Spielwelt wird von futuristischen Maschinenwesen bevölkert, die (teils urzeitlichen) Wildtieren und Dinosauriern in einer Cyberpunk-Optik nachempfunden sind.
Menschen und Maschinen lebten lange Zeit in Koexistenz, wobei die Maschinen von den Menschen wegen ihrer Bauteile und Ressourcen gejagt wurden. Etwa 20 Jahre vor dem Spielgeschehen tritt eine Veränderung auf, von den Menschen „Maschinenstörung“ genannt. Diese befällt die Roboter, die dadurch immer mehr zu einer tödlichen Bedrohung für die Stämme werden. Zudem tauchten immer mehr neue, gezielt für den Kampf entworfene Maschinentypen auf und bedrohen die verbliebene Menschheit. Der Spieler übernimmt die Rolle der jungen Jägerin Aloy vom Stamm der Nora. Zeit ihres Lebens aufgrund ihrer unbekannten Herkunft aus dem Stamm ausgestoßen, macht sie sich auf die Suche nach Antworten – sowohl was ihre Herkunft angeht, als auch was es mit der rätselhaften Störung auf sich hat.

## Spielprinzip
Horizon Zero Dawn ist ein Action-Rollenspiel und wird aus der Third-Person-Perspektive gesteuert. In den Kämpfen stehen dem Spieler in der Rolle der Protagonistin Aloy unterschiedliche Waffen und Strategien zur Verfügung und die Kämpfe sind stark taktisch geprägt. So können mit verschiedenen Bögen und Schleudern Pfeile mit explosiver oder lähmender Wirkung und Stolperdrähte verschossen, Bomben geworfen und Fallen gestellt werden. Darüber hinaus können die Maschinenwesen auch gehackt werden, welche dann unter anderem als Reittiere genutzt werden können, um sich schneller durch die Spielwelt zu bewegen. Besiegte Maschinengegner hinterlassen elektronische Bauteile zur Verbesserung der Ausrüstung, Metall als Handelswährung sowie verschiedene weitere Ressourcen. In Kämpfen gegen die besonders gefährlichen Kampfmaschinen kann der Spieler deren Waffen durch gezielten Beschuss demontieren und zeitweise selbst verwenden.
Aloy verfügt über ein besonderes Gerät, mit dem sie Focus-Scans durchführen und so Informationen über ihre Feinde, wie Schwachstellen, Level, Menge und Art der zu erbeutenden Ressourcen, aus sicherer Entfernung erkennen kann. In den Kämpfen wird nicht unbedingt auf eine direkte Konfrontation gesetzt, sondern eine Kombination aus Stealth-Taktiken, Ausweichmanövern und Angriffen verlangt. Ausgewählt werden die Waffen und Munitionstypen jederzeit über ein Menü in Form eines Rades. Das Spiel bietet eine offene Spielwelt mit einem dynamischen Tag- und Nacht-Zyklus und erlaubt eine freie Erkundung sowie die Übernahme von optionalen Nebenmissionen. Die Spielwelt an sich beinhaltet neben einigen Ruinenarealen verschiedene Gegebenheiten der Natur, von verschneiten Bergen, kargen Wüstenlandschaften, bis hin zu tropischen Dschungelarealen, die aber allesamt immer wieder Relikte der untergegangenen Welt offenbaren. Manche Maschinenarten befinden sich größtenteils in den Gebieten, welche ihrer biologischen Abstammung am nächsten sind. Die Kämpfe werden durch die regelmäßig auftretenden Wettereinflüsse nicht beeinflusst. Neben der eigenständigen Erkundung durch die Spielfigur können sogenannte Langhälse, giraffenähnliche Radar- und Kommunikationsschnittstellen-Roboter, erklommen werden, um ganze Landstriche mit zusätzlichen Informationen freizuschalten.
Aloy stellt im Verlauf der Handlung fest, dass die Biosphäre der Erde vor mehreren Jahrtausenden von einer fehlerhaften privatwirtschaftlichen Roboterarmee zerstört worden ist. Ihre genetische Mutter Elisabeth Sobeck versuchte die Menschheit mit dem „Zero Dawn“-Projekt zu retten, ein auf Bunker basierendes Terraforming System mit eingebauter Hacking-Funktion. Diese sollte nachdem die Roboterarmee erfolgreich deaktiviert wurde, die Biosphäre mit Hilfe der Robotik wiederherstellen. Die Menschen, erhalten durch Embryonen, wurden dabei wieder aufgezogen.
Jahrzehnte vor der Handlung wurde ein Signal ausgesetzt, das die Unterfunktionen des Terraformingsystems verselbständigte. Hades, eine Systemwiederherstellungs-KI des Systems bei fehlerhaftem Terraforming, versucht daraufhin die Biosphäre der Erde mit Hilfe der alten Roboterarmee zu zerstören, was Aloy allerdings verhindert.

## Synchronsprecher
| Rolle             | Deutscher Sprecher                                                                 | Originalsprecher                  |
| ----------------- | ---------------------------------------------------------------------------------- | --------------------------------- |
| Aloy              | Julia Casper                                                                       | Ashly Burch, Ava Potter           |
| Rost              | Thomas Dehler                                                                      | JB Blanc                          |
| Sylens            | Sascha Rotermund                                                                   | Lance Reddick                     |
| Elizabet Sobeck   | Daniela Bette-Koch                                                                 | Ashly Burch                       |
| Helis             | Tobias Brecklinghaus                                                               | Crispin Freeman                   |
| Teb               | Dirk Hardegen                                                                      | Ako Mitchell, Christopher Ragland |
| Lansra            | Monika Müller-Heusch                                                               | Ève Karpf                         |
| Olin              |                                                                                    | Joplin Sibtain                    |
| Erend             |                                                                                    | John Hopkins                      |
| Kriegsherrin Sona |                                                                                    | Adjoa Andoh                       |
| Resh              | Aart Veder                                                                         | Harry Myers                       |
| Balahn            | Michael-Che Koch                                                                   | Alex Wyndham                      |
| Sonnenkönig Avad  | Marc Oliver Schulze                                                                | Josh Keaton                       |
| Gaia              | Sonngard Dressler                                                                  | Lesley Ewen                       |
| Arana             | Yesim Meisheit                                                                     | Maria Swisher                     |
| Cantarah          | Dolores Winkler                                                                    | Shelley Longworth                 |
| Fia               | Lara Trautmann                                                                     | Maria Tressa Brooks               |
| Grata             | Sibylle Nicolai                                                                    |                                   |
| Keadi             | Claudia Urbschat-Mingues                                                           |                                   |
| Kindiv            | Aart Veder                                                                         | Garrick Hagon                     |
| Marea             | Christina Puciata                                                                  | Maria Teresa Creasey              |
| Nil               | Dieter Gring                                                                       | Alex Lanipekun                    |
| Ravan             | Gordon Piedesack                                                                   | Michael S. Siegel                 |
| Talanah           | Christina Puciata                                                                  | Freya Parker                      |
| Uthid             | Richard van Weyden                                                                 | Nigel Barber                      |
| NPCs              | Martin Sabel, Antje von der Ahe, Jens Wendland, Nora Jokhos, Florian Seigerschmidt |                                   |

## Entwicklung
Nachdem Guerrilla Games im Jahr 2011 Killzone 3 fertiggestellt hatten, wurde nach neuen Ideen für ein Spiel gesucht. Es wurden zwischen 40 und 50 Vorschläge für ein zukünftiges Projekt in Betracht gezogen und Horizon Zero Dawn bekam schlussendlich den Zuschlag. Ein Wagnis, laut Studiochef Hermen Hulst, da man somit statt an der Fortsetzung einer bereits etablierten Marke an einer neuen IP arbeiten werde. Die Arbeit begann mit einem kleinen Kernteam und erst nach dem Erscheinen von Killzone: Shadow Fall konzentrierte man sich vollends auf die Entwicklung.
Als leitender Autor wurde John R. Gonzalez verpflichtet, der bereits für die Geschichte des Action-Rollenspiels Fallout: New Vegas verantwortlich war. Über die Entstehung der Protagonistin sagte Hulst, dass man keinen typischen muskelbepackten Hünen als Helden haben wollte, sondern bewusst eine weibliche Rolle gewählt hat, die mit Agilität und Raffinesse die Aufgaben angeht und nicht mit brutaler Gewalt. Dies sei auch der Grund, warum der Spieler seine Figur nicht selber in Bezug auf Geschlecht und Aussehen wählen kann.
Die Rolle der Titelheldin Aloy wird durch die niederländische Schauspielerin Hannah Hoekstra verkörpert.
Die Kosten für die Entwicklung von Horizon Zero Dawn lagen bei über 45 Millionen Euro. Zeitweise arbeiteten über 250 Menschen am Spiel mit.

## Veröffentlichung & Erweiterungen
Horizon Zero Dawn erschien neben der Standard-Version auch als Collector's Edition, welche eine Aloy-Statue, eine SteelBook-Hülle, ein Buch mit Kunst- und Konzeptzeichnungen und exklusive Ausrüstungsgegenstände für das Spiel enthält, sowie als Limited Edition mit denselben Inhalten abzüglich der Figur.
Am 12. Juni 2017 wurde im Zuge der E3 ein umfangreicher DLC unter dem Titel The Frozen Wilds angekündigt, der am 7. November 2017 erschien. Er erweitert das Spielgebiet in den nördlichen Bergen und erzählt ein neues Story-Kapitel, außerdem gibt es neue Waffen und Trophäen. Einen Monat später wurde das Spiel als Complete Edition erneut veröffentlicht, welche sowohl die Erweiterung als auch exklusive Ausrüstungsgegenstände enthält. Diese sind direkt im Spiel inkludiert und müssen nicht separat heruntergeladen werden. Diese Version wurde 2019 zudem in Sony’s Budget-Reihe Playstation Hits aufgenommen und wird damit seither zu einem reduzierten Preis angeboten.
Während der COVID-19-Pandemie bot Sony die Complete Edition des Spiels im Frühjahr 2021 im PlayStation Store im Rahmen der Aktion „Play At Home“ für einen knappen Monat zum kostenlosen Download an.
Im August 2021 veröffentlichte Entwickler Guerilla Games außerdem einen kostenlosen Leistungs-Patch, der das Spiel auf der PlayStation 5 in 4K-Auflösung (welche durch Checkerboard-Rendering erreicht wird) bei 60 Bildern pro Sekunde spielbar macht.

## Nachfolger
Aufgrund des großen Erfolges des Spiels kündigte Entwickler Guerilla Games Anfang 2020 einen Nachfolger an. Dieser trägt den Titel Horizon Forbidden West, und spielt im bereits im ersten Teil erwähnten, titelgebenden Verbotenen Westen. Das Spiel sollte zunächst im dritten oder vierten Quartal 2021 erscheinen, was aber laut Game Director Mathijs de Jonge eine erhebliche Mehrbelastung der Mitarbeiter des Entwicklerstudios bedeutet hätte, welche man aber vermeiden wollte und deshalb die Veröffentlichung auf Anfang 2022 verschob. Die durch die COVID-19-Pandemie ohnehin erschwerten Arbeitsumstände spielten bei dieser Entscheidung ebenfalls eine Rolle. Das Spiel erschien schließlich am 18. Februar 2022 für PlayStation 4 und PlayStation 5.

## Rezeption

### Kritiken
Erste Kommentare der Fachpresse, die bereits eine fortgeschrittene Version des Spiels antesten konnten, sprechen mehrheitlich von einem spannenden Spielerlebnis. Besonders gelobt wurden die herausfordernden, stark taktisch geprägten Kämpfe und die detailreiche Optik der Spielwelt. Durch die grafische Optimierung für die PlayStation 4 Pro wird eine 4K-Auflösung möglich.
Die Kritiken zum Spiel waren überwiegend positiv. So erhielt Horizon Zero Dawn eine aggregierte Wertung von 89/100 bei Metacritic, basierend auf 115 Kritiken.

### Verkaufszahlen
Horizon Zero Dawn war in der ersten Woche nach Veröffentlichung im Vereinigten Königreich das meistverkaufte PlayStation-4-Spiel und übertraf damit auch die andere große Veröffentlichung in dieser Woche, Nintendos The Legend of Zelda: Breath of the Wild. Horizon Zero Dawn löste damit No Man’s Sky als besten Start einer neuen PlayStation-4-Marke im Vereinigten Königreich ab und hatte nach Uncharted 4: A Thief’s End die meisten Verkäufe in der Eröffnungswoche eines PlayStation-4-Titels. In den ersten zwei Wochen seit Release am 28. Februar wurden über 2,6 Millionen Exemplare abgesetzt. Innerhalb der ersten 12 Monate nach Veröffentlichung wurden 7,6 Millionen Kopien verkauft. Damit wurde Horizon Zero Dawn zur erfolgreichsten neuen Videospielmarke im Jahre 2017. Bis Februar 2019 wurden 10 Millionen Kopien von Horizon Zero Dawn abgesetzt. Bis Ende 2023 wurden zusammen mit der PC-Fassung über 24,3 Millionen Einheiten verkauft.

### Kritiken zur Remastered-Ausgabe
Obwohl die aufgehübschte Grafik und die Performance des Remaster als gut gelungen gelten, hielt sich die Begeisterung für die Neuauflage seitens der Fans eher in Grenzen. Diese sahen offenbar wenig Grund, für die überarbeitete Version nochmals Geld zu zahlen. Der Größte Kritikpunkt war jedoch der PSN-Konto-Zwang. Hier hat Sony immerhin Ende Januar 2025 eingelenkt und will bei einigen Titeln die Notwendigkeit eines PSN-Kontos entfernen.

## PC-Umsetzung
Die PC-Version des Spiels setzt mindestens Windows 10 x64 voraus, auf älteren Windows-Versionen (etwa dem 2020 durchaus noch für Spiele eingesetzten Windows 7) läuft es nicht. Dafür glänzt Horizon Zero Dawn auf dem PC, nach anfänglichen Schwierigkeiten, mit einigen Verbesserungen gegenüber der ursprünglichen PS4-Version. Dazu zählen neben optischen Details, beispielsweise sehen die Reflexionen in der PC-Umsetzung schicker aus, auch einstellbare Grafikoptionen, die nur durch die Leistungsfähigkeit der PC-Hardware begrenzt sind, sowie die Unterstützung für Breitbildmonitore mit Bildauflösungen im Ultra-Wide-Format (z. B. Ultra Wide FHD, UWFHD: 2560 × 1080).
Zu den einstellbare Grafikoptionen der PC-Umsetzung zählen:
- keine Frameraten-Begrenzung (die PS4-Version ist auf 30 fps begrenzt)
- die Qualität der Texturen ist einstellbar
- einstellbares Sichtfeld (englisch field of view, FOV)
- einstellbare Dichte der dynamischen Vegetation (wie Blattwerk)

Die PC-Version, die nur als „Complete Edition“ erschien, beinhaltet bereits das DLC „The Frozen Wilds“ (deutsch in etwa „die gefrorene Wildnis“). Zusätzlich ist ein Benchmark-Tool enthalten, das einen Leistungstest der eignen Spiele-Hardware ermöglicht.
Insgesamt läuft das Spiel auch auf Mittelklasse-PCs mit älterer Hardware (minimale Systemvoraussetzungen) mit hohen Details und mit flüssigen Frameraten, obwohl es hier und da zu Einbrüchen der Bildrate kommt.
Auch die Steuerung der PC-Portierung wurde als gelungen empfunden, da Tastatur und Maus, also die Steuerung per Tastatur (siehe auch WASD) und Maus, prinzipiell anders funktioniert als mit Gamepad.